# Tamás Decsi
Tamás Decsi, född 15 oktober 1982, är en ungersk fäktare som tävlar i sabel.

## Karriär
Vid världsmästerskapen i fäktning 2023 i Milano tog Decsi guld tillsammans med Csanád Gémesi, András Szatmári och Áron Szilágyi i lagtävlingen i sabel.